# 南緯18度線
南緯18度線（なんい18どせん）は、地球の赤道面より南に地理緯度にして18度の角度を成す緯線。大西洋、アフリカ、インド洋、オーストララシア、太平洋、南アメリカを通過する。
この緯度の下では、夏至点時の可照時間は13時間13分であり、冬至点時の可照時間は11時間3分である。

## 通過する地域一覧
南緯18度線は、本初子午線から東に向かって以下の場所を通っている。
| 地理座標                                               | 国土・領土・領海     | 備考 |
| ------------------------------------------------------ | -------------------- | --- |
| 南緯18度0分 東経0度0分 / 南緯18.000度 東経0.000度      | 大西洋               | |
| 南緯18度0分 東経11度49分 / 南緯18.000度 東経11.817度   | ナミビア             | |
| 南緯18度0分 東経20度41分 / 南緯18.000度 東経20.683度   | アンゴラ             | |
| 南緯18度0分 東経20度53分 / 南緯18.000度 東経20.883度   | ナミビア             | カプリビ回廊 |
| 南緯18度0分 東経21度22分 / 南緯18.000度 東経21.367度   | アンゴラ             | |
| 南緯18度0分 東経21度34分 / 南緯18.000度 東経21.567度   | ナミビア             | カプリビ回廊 |
| 南緯18度0分 東経24度18分 / 南緯18.000度 東経24.300度   | ボツワナ             | |
| 南緯18度0分 東経24度28分 / 南緯18.000度 東経24.467度   | ナミビア             | カプリビ回廊 |
| 南緯18度0分 東経24度37分 / 南緯18.000度 東経24.617度   | ボツワナ             | |
| 南緯18度0分 東経25度16分 / 南緯18.000度 東経25.267度   | ジンバブエ           | |
| 南緯18度0分 東経25度57分 / 南緯18.000度 東経25.950度   | ザンビア             | 約3km |
| 南緯18度0分 東経25度59分 / 南緯18.000度 東経25.983度   | ジンバブエ           | |
| 南緯18度0分 東経26度34分 / 南緯18.000度 東経26.567度   | ザンビア             | |
| 南緯18度0分 東経26度49分 / 南緯18.000度 東経26.817度   | ジンバブエ           | ハラレのちょうど南を通過。 |
| 南緯18度0分 東経32度57分 / 南緯18.000度 東経32.950度   | モザンビーク         | |
| 南緯18度0分 東経37度0分 / 南緯18.000度 東経37.000度    | インド洋             | モザンビーク海峡 |
| 南緯18度0分 東経44度1分 / 南緯18.000度 東経44.017度    | マダガスカル         | |
| 南緯18度0分 東経49度25分 / 南緯18.000度 東経49.417度   | インド洋             | |
| 南緯18度0分 東経122度11分 / 南緯18.000度 東経122.183度 | オーストラリア       | 西オーストラリア州 |
| 南緯18度0分 東経122度12分 / 南緯18.000度 東経122.200度 | インド洋             | ローバック湾 |
| 南緯18度0分 東経122度22分 / 南緯18.000度 東経122.367度 | オーストラリア       | 西オーストラリア州 ノーザンテリトリー クイーンズランド州 |
| 南緯18度0分 東経146度4分 / 南緯18.000度 東経146.067度  | 珊瑚海               | コーラル・シー諸島（ オーストラリア）を貫通する。 エファテ島（ バヌアツ）のちょうど南を通過。 |
| 南緯18度0分 東経168度42分 / 南緯18.000度 東経168.700度 | 太平洋               | |
| 南緯18度0分 東経177度16分 / 南緯18.000度 東経177.267度 | フィジー             | ビティレブ島 |
| 南緯18度0分 東経178度38分 / 南緯18.000度 東経178.633度 | 太平洋               | コロ海 |
| 南緯18度0分 東経179度14分 / 南緯18.000度 東経179.233度 | フィジー             | ガウ島 |
| 南緯18度0分 東経179度21分 / 南緯18.000度 東経179.350度 | 太平洋               | コロ海 |
| 南緯18度0分 西経179度3分 / 南緯18.000度 西経179.050度  | フィジー             | ラウ諸島 |
| 南緯18度0分 西経179度2分 / 南緯18.000度 西経179.033度  | 太平洋               | Fonualei（ トンガ）のちょうど北を通過。 パーマストン島（ クック諸島）のちょうど北を通過。 タヒチ島, メヘチア島 and レイトル島（いずれも フランス領ポリネシア）のちょうど南を通過。                                                          |
| 南緯18度0分 西経142度18分 / 南緯18.000度 西経142.300度 | フランス領ポリネシア | マロカウ環礁 |
| 南緯18度0分 西経142度11分 / 南緯18.000度 西経142.183度 | 太平洋               | ハオ環礁とアマヌ環礁（共に フランス領ポリネシア）の間を通過。 |
| 南緯18度0分 西経70度53分 / 南緯18.000度 西経70.883度   | ペルー               | |
| 南緯18度0分 西経69度45分 / 南緯18.000度 西経69.750度   | チリ                 | |
| 南緯18度0分 西経69度9分 / 南緯18.000度 西経69.150度    | ボリビア             | |
| 南緯18度0分 西経57度38分 / 南緯18.000度 西経57.633度   | ブラジル             | マットグロッソ・ド・スル州 マットグロッソ州 - 約11km マットグロッソ・ド・スル州 - 約9km マットグロッソ州 - 約16km マットグロッソ・ド・スル州 - 約22km マットグロッソ州 - 約18km ゴイアス州 ミナスジェライス州 エスピリトサント州 バイーア州 |
| 南緯18度0分 西経39度29分 / 南緯18.000度 西経39.483度   | 大西洋               | |